# Articulación de la cadera
La articulación de la cadera o coxofemoral pertenece al tronco y relaciona el hueso coxal con el fémur, uniendo por lo tanto el tronco con la extremidad inferior. Junto con la musculatura que la rodea, soporta el peso del cuerpo en posturas tanto estáticas como dinámicas.
Esta articulación se clasifica como enartrosis de tipo diartrosis, y se caracteriza porque las dos superficies articulares que intervienen son esféricas o casi esféricas, una cóncava y otra convexa, permitiendo una gran movilidad. 
La articulación está envuelta por una cápsula fibrosa, la cápsula sinovial. La cubierta interna de esta cápsula es la membrana sinovial que produce el líquido sinovial, el cual facilita los desplazamientos de las superficies de los dos huesos.

## Superficies articulares

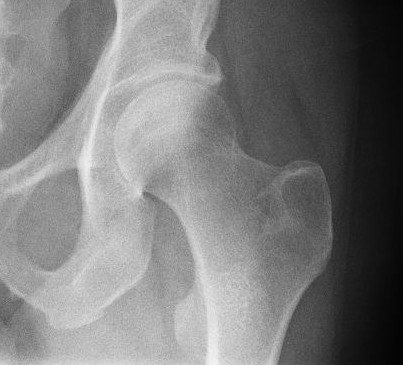
Radiografía de una cadera humana normal. Puede observarse la cabeza del fémur y la cavidad cotiloidea del hueso coxal.

Está formada por una superficie cóncava que es el acetábulo y otra convexa, la cabeza femoral, por ello la articulación tiene una gran movilidad.
- Acetábulo o cavidad cotiloidea del coxal: ubicada en la cara externa del hueso, presenta una parte articular en forma de medialuna y una parte no articular que es el trasfondo de la cavidad. Está circunscrita por la ceja cotiloidea, en su borde inferior está interrumpida por la escotadura isquiopubiana. La cavidad cotiloidea está orientada hacia abajo y hacia delante.

- Cabeza femoral: fr superficie convexa, corresponde a dos tercios de esfera. En su centro presenta la fosita del ligamento redondo para la inserción de dicho ligamento. La cabeza femoral se mantiene unida a la diáfisis a través del cuello femoral, el cual está orientado hacia arriba, adentro y adelante.

Entre estas dos superficies se interpone el rodete cotiloideo (labrum acetabular) que es un cartílago que se inserta en la ceja cotiloidea y tiene como función ampliar la cavidad cotiloidea para permitir una mejor congruencia con la cabeza femoral. A nivel de la escotadura isquiopubiana, el rodete forma un puente y se inserta en el ligamento transverso del acetabulo, el cual se fija en los extremos de la escotadura.

## Cápsula articular

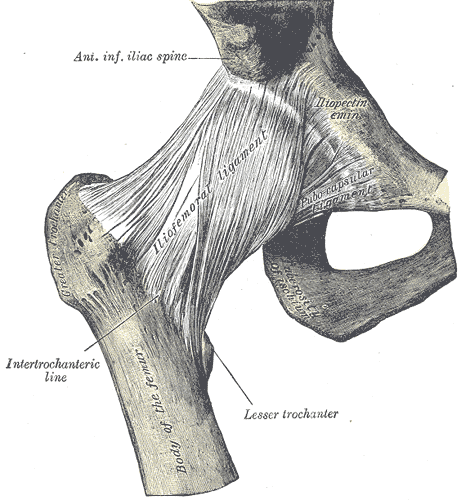
Articulación de cadera humana derecha. Vista frontal.

La cápsula articular es un manguito de tipo fibroso que rodea las superficies articulares. Se inserta en el hueso coxal y en la cabeza del fémur. Contribuye a darle solidez y estabilidad a la articulación. 
La cápsula articular se inserta en el hueso coxal en la cara externa del rodete cotiloideo, y a nivel del fémur en la línea intertrocantérea anterior y posterior a la cabeza del fémur. Es mayor por la cara anterior que en la posterior.

## Ligamentos   de cadera
La cadera está dotada de 4 ligamentos principales que son fuertes bandas fibrosas que unen diferentes partes del hueso coxal con el fémur. Sirven para reforzar la articulación y evitar que se produzcan movimientos de excesiva amplitud.
- Ligamento redondo, también llamado ligamento de la cabeza del fémur, va desde la fovea capitis llamada fosita del ligamento redondo en la cabeza del fémur, hasta el fondo del acetábulo.

- Ligamento iliofemoral. También llamado ligamento de Bigelow o de Bertin, es un potente ligamento con forma de "Y" que sale de la espina ilíaca anterior inferior del hueso coxal y se inserta en la línea intertrocantérea anterior del fémur, donde se divide en dos ramas, superior (iliopretrocantérico superior o iliopretrocantereo) e inferior (iliopretrocantérico inferior o iliopretrocantíneo). El fascículo superior se encuentra reforzado, así mismo, por dos ligamentos más, el ligamento iliotendinotrocantéreo y la expansión aponeurótica del músculo glúteo menor. Es considerado el ligamento más fuerte del cuerpo humano.[1][2][3]

- Ligamento isquiofemoral: Sale del isquion, por detrás del acetábulo y se inserta en el cuello del fémur y en las proximidades del trocanter mayor.[4]

- Ligamento pubofemoral: Como su nombre indica, sale de la rama superior del pubis y se inserta, levemente por debajo del anterior, de modo que al entrecruzarse con los dos fascículos del ligamento iliofemoral dan la apariencia de una “Z” o "N". Funciona como un refuerzo de la parte inferior de la articulación.[5]

## Músculos

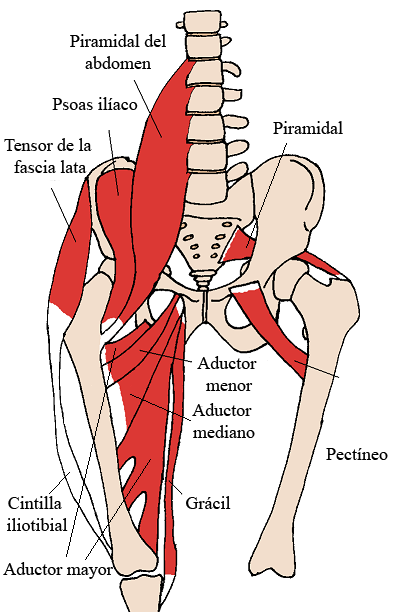
Músculos de la cadera, visión anterior.

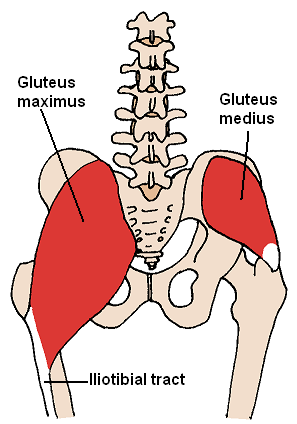
Músculos de la cadera, visión posterior

Los potentes músculos que rodean la cadera permiten que esta puede realizar distintos tipos de movimientos.
- Extensión: glúteo mayor e isquiotibiales (bíceps crural, semitendinoso y semimembranoso).[6]
- Flexión: Recto anterior del cuádriceps, psoas ilíaco, sartorio y tensor de la fascia lata.
- Abducción: glúteo mayor, glúteo medio, glúteo menor, tensor de la fascia lata, obturador interno.
- Aducción: músculo aductor mayor del muslo, músculo aductor largo del muslo, músculo aductor corto del muslo, músculo recto interno del muslo y pectíneo.
- Rotación externa: Gémino superior, gémino inferior, obturador interno, obturador externo, piramidal de la pelvis y cuadrado crural.
- Rotación interna: tensor de la fascia lata, glúteo menor y glúteo medio.

## Movimientos
Los movimientos que puede realizar la articulación coxofermoral son: 
- Flexión: El eje de movimiento es el transversal y el plano de movimiento es el sagital. Movimiento que produce el contacto de la cara anterior del muslo con el tronco. La flexión activa no es tan amplia como la pasiva. La posición de la rodilla también influye en la amplitud de la flexión: cuando la rodilla está extendida la flexión no supera los 90°, mientras que cuando la rodilla está flexionada alcanza los 120°.

En la flexión pasiva la amplitud supera los 120°. De igual manera, si la rodilla está flexionada supera los 140° y el muslo contacta casi totalmente con el tórax, siempre y cuando los isquiotibiales estén relajados.
Si se flexionan ambas caderas a la vez de forma pasiva con rodillas flexionadas, se borra la lordosis lumbar.
- Extensión: El eje de movimiento es el transversal y el plano de movimiento es el sagital. Dirige el miembro inferior por detrás del plano frontal. La amplitud es mucho menor que la de la flexión y está limitada por el ligamento iliofemoral.

Cuando la rodilla está extendida la amplitud del movimiento es mayor que cuando está flexionada (unos 20.º) Esto se debe a que los músculos isquiotibiales pierden su eficacia como extensores de la cadera.
La extensión pasiva no es más de 20.º si se fija el pie en el suelo y se proyecta el cuerpo hacia delante, mientras que si se acerca el tobillo a la espalda se alcanzan los 30°.
La extensión de la cadera aumenta notablemente debido a la anteversión pélvica producida por una hiperlordosis lumbar.
Estas amplitudes se refieren a individuos "normales", sin ningún entrenamiento. Se pueden aumentar considerablemente gracias al ejercicio y el entrenamiento apropiado (p. ej. las bailarinas)
- Abducción: El eje de movimiento es anteroposterior y el plano frontal. Dirige el miembro inferior hacia fuera y lo aleja del plano de simetría del cuerpo. En la práctica la abducción de la cadera se acompaña de una abducción idéntica de la otra cadera. Esto ocurre a partir de los 30 grados, en la que se inicia una basculación de la pelvis mediante la inclinación de la línea que une las dos fosas laterales e inferiores (en esta posición, ambas caderas están en abducción de 15.º)

La abducción está limitada por el impacto óseo del cuello de fémur con la ceja cotiloidea, aunque antes de que esto ocurra intervienen los músculos aductores y los ligamentos ilio y pubofemorales. Mediante ejercicio y entrenamiento adecuados, es posible aumentar la máxima amplitud de abducción como en el caso de las bailarinas, con 120-130° de abducción activa. Con respecto a la pasiva, los individuos con entrenamiento pueden alcanzar los 180° de abducción frontal (aunque esto ya no es abducción pura, ya que para distender los ligamentos de Bertin, la pelvis bascula hacia delante mientras que el raquis lumbar se hiperlordosa, de forma que la cadera está en abducción-flexión).
- Aducción: lleva el miembro inferior hacia dentro y lo aproxima al plano de simetría del cuerpo. Eje antero-posterior; plano frontal. Como ambos miembros inferiores están en contacto en estático, no existe aducción de la cadera "pura", sino que el miembro tiene que partir de una posición inicial de abducción. También existen movimientos de aducción combinados con extensión y flexión de cadera.

Existen movimientos de aducción de una cadera combinado con la abducción de otra cadera, acompañándose de una inclinación de la pelvis y una incurvación del raquis.
En todos estos casos la amplitud máxima del movimiento de aducción es de 30°.
- Rotación longitudinal: este movimiento se realiza alrededor del eje mecánico del miembro inferior (en la posición normal de alineamiento este eje se confunde con el eje vertical). El plano de movimiento es el horizontal.

La rotación externa es el movimiento que dirige la punta del pie hacia fuera; mientras que la rotación interna dirige la punta del pie hacia dentro. Para apreciar la amplitud del movimiento de la rotación es preferible realizar este estudio con el individuo en decúbito prono o sentado en el borde de una camilla con la rodilla flexionada en ángulo recto. En decúbito prono la posición de referencia se obtiene con la rodilla flexionada en ángulo recto y vertical. A partir de esta posición cuando la pierna se dirige hacia fuera, se mide la rotación interna con una amplitud máxima de 30-40°. Cuando la pierna se dirige hacia dentro se mide la rotación externa con una amplitud máxima de 60°.
En sedestación al borde de la camilla, las rotaciones se miden igual que en el caso anterior, aunque en esta posición la amplitud máxima de rotación externa puede ser mayor ya que la flexión de la cadera distiende los lgamentos ilio y pubofemorales, principales factores limitantes de la rotación externa.
- Circunducción: es la combinación de los movimientos elementales realizados alrededor de tres ejes. Cuando la circunducción alcanza su máxima amplitud el eje del miembro inferior describe en el espacio un cono cuyo vértice resulta ser el centro de la articulación coxofemoral: el cono de circunducción. Este cono es irregular puesto que las amplitudes máximas no son iguales en todas las direcciones del espacio. Esta trayectoria es una curva sinuosa que recorre el espacio determinado por la intersección de los tres planos de referencias:

-Plano sagital: flexo-extensión.
-Plano frontal: abducción y aducción.
-Plano horizontal: rotaciones.

## Irrigación e inervación
La articulación de la cadera recibe sangre de ramas circunflejas de la arteria femoral. Recibe también contribución de pequeñas arterias a la cabeza del fémur provenientes de la arteria obturatriz. Esta última es importante para prevenir isquemia de la cabeza del fémur en ciertos casos cuando el flujo sanguíneo de parte de la arteria femoral se interrumpe, como en el caso de una fractura de la cabeza del fémur.
La inervación de la articulación coxofemoral la suple varios nervios, incluyendo el nervio femoral y el nervio obturador, entre otros.

## Enfermedades

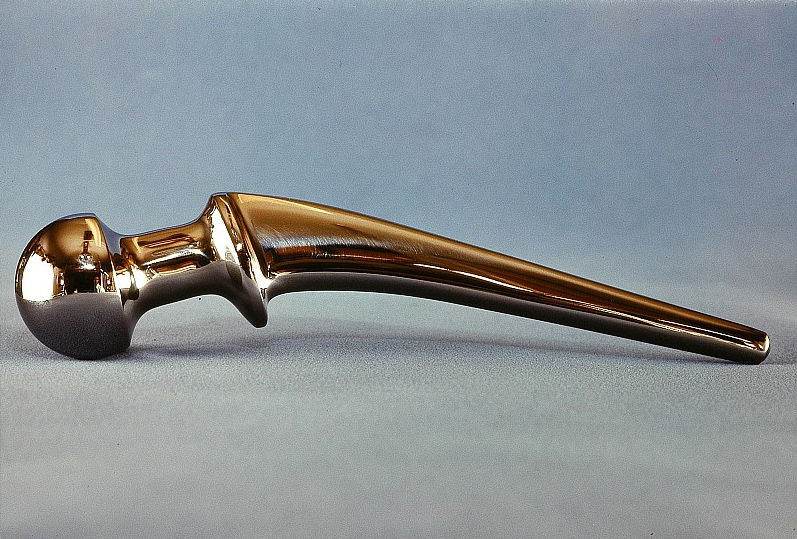
Prótesis de cadera

Las principales enfermedades que afectan a la articulación coxofemoral o cadera son las siguientes:
- Artrosis de cadera o coxartrosis. Está causada por deterioro del cartílago que recubre las superficies de los dos huesos que forman la articulación. Es muy frecuente, aunque no tanto como la artrosis de rodilla y la artrosis de manos. Se da sobre todo a partir de los 50 años y el principal síntoma que produce es dolor que se localiza en la ingle y a veces se irradia a la rodilla. Más adelante limita la capacidad de movimiento y finalmente dificulta enormemente la marcha. Se trata mediante medicamentos, ejercicio físico y en fases avanzadas realizando el reemplazo total de cadera que se sustituye por una prótesis metálica.[8] Esta implantación de prótesis de cadera se realiza actualmente accediendo a la articulación de la cadera preservando los músculos y tendones durante la operación mediante la técnica de la Vía Anterior.[9]

- Artritis de cadera. La artritis es un proceso inflamatorio que afectar a una articulación. La artritis de cadera puede obedecer a muchas causas, en ocasiones está originada por procesos infecciosos derivados de la implantación de una prótesis o de infecciones que afectan al hueso (osteomielitis) que se diseminan por proximidad. En otras ocasiones la causa de la artritis es una enfermedad general no infecciosa, como la artritis reumatoide, la espondilitis anquilopoyética o el lupus eritematoso sistémico.[10][11]

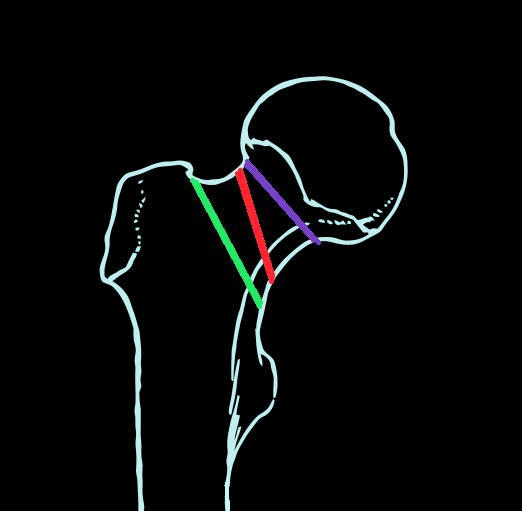
Las líneas representan las fracturas de cuello de fémur más frecuentes

- Fractura de cadera. La mayor parte de las fracturas de cadera, son en realidad fracturas de fémur que afectan a la extremidad superior de este hueso y no tocan la articulación, sin embargo se les llama comúnmente fractura de cadera en lugar de fractura de fémur que sería su denominación correcta. Pueden estar causadas por un traumatismo menor en personas de edad avanzada que presenten osteoporosis, o bien por traumatismos de alta energía como accidentes de tráfico.

- Trocanteritis o bursitis trocanterea. Es un proceso benigno causado por inflamación de las bolsas serosas que se encuentran próximas a la cadera, en una protuberancia del fémur que se llama trocanter mayor. Provoca dolor en la región superior y externa del muslo.[12]

- Coxa valga. El ángulo formado por el cuello del fémur y la porción larga del hueso (diáfisis) está aumentado, generalmente por encima de los 135° en adultos.[13]
- Coxa vara. El ángulo formado por el cuello del fémur y la porción larga del hueso (diáfisis) está disminuido, generalmente por debajo de los 125.º en adultos.[13]
- Choque femoro-acetabular: Consiste en el choque del fémur con el acetábulo. Se puede producir cuando aparece una sobrecobertura acetabular (deformidad tipo Pincer) o por una deformidad de la transición de la cabeza al cuello femoral (deformidad tipo Cam). También puede existir un conflicto mixto que combine Cam y Pincer.

- Rotura del labrum acetabular: Consiste en la rotura del labrum del acetábulo. El labrum acetabular es un anillo fibrocartilaginoso que rodea el acetábulo aumentando de esta forma la cobertura para la cabeza femoral. La principal causa de rotura de labrum es el choque femoro-acetabular.

- Enfermedad de Perthes. Es una enfermedad propia de la infancia que se caracteriza por producir dolor en la ingle y una deformidad de la cabeza del fémur que ocasiona cojera y acortamiento de la extremidad inferior afectada. Está producida por la obstrucción de la arteria circunfleja interna que en condiciones normales aporta la sangre a la extremidad superior del fémur.[14]

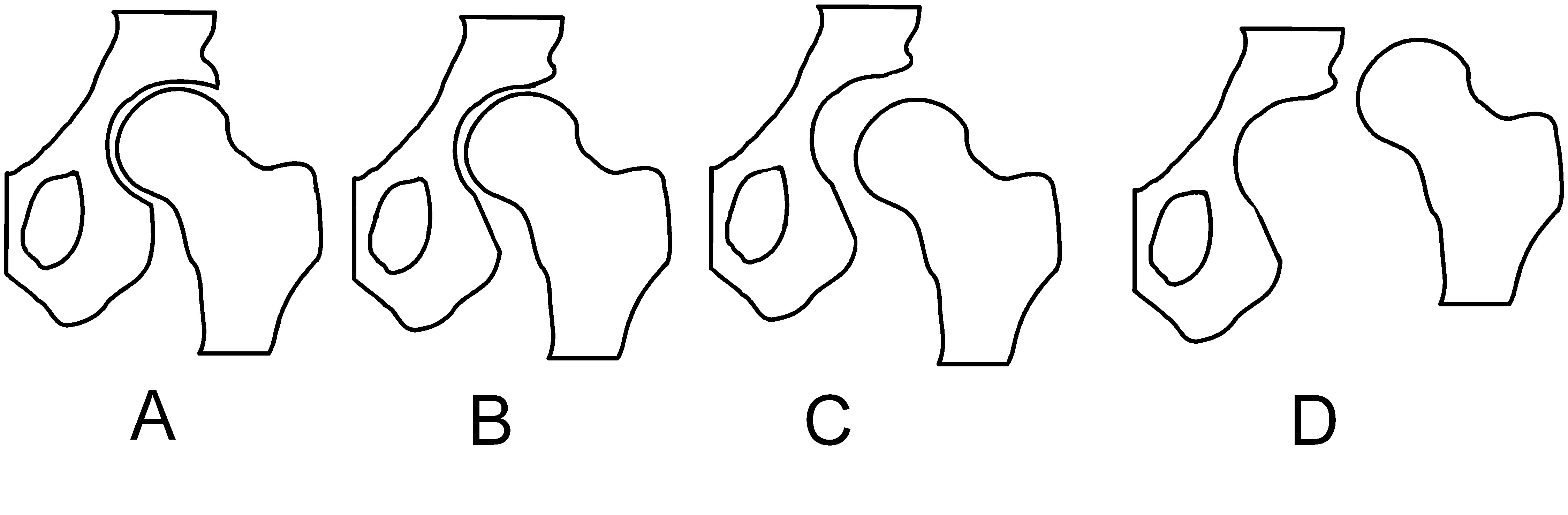
A: Normal. B: Displasia. C: Subluxación. D: Luxación

- Displasia congénita de cadera. Es una enfermedad infantil que está ya presente en el momento del nacimiento, la cabeza del fémur está situada fuera de la cavidad cotiloidea, la cápsula articular está distendida. Si la situación se mantiene sin corregir, la cabeza del fémur se deforma y pueden producirse secuelas que más adelante son difíciles de recuperar.[15]

- Epifisiólisis de la cabeza femoral. Consiste en el desplazamiento entre el extremo superior del fémur (epífisis) y el cuello femoral. Se produce sobre todo en adolescentes con sobrepeso y ocasiona dolor intenso a nivel de la cadera que suele extenderse hacia la rodilla y provoca cojera y disminución en la movilidad de la articulación. El tratamiento recomendado consiste en realizar una intervención quirúrgica que evite el desplazamiento y deformación progresiva del fémur.[16]

- Sinovitis transitoria de cadera. Es la causa más frecuente de cojera de aparición brusca en los niños de entre 3 y 10 años. Comienza con dolor agudo a nivel de la cadera, posteriormente aparece cojera y dificultar para cargar pesos. Es un proceso autolimitado y benigno que desaparece sin secuelas en el plazo de 10 días. Está causado por la inflamación de la membrana sinovial de la articulación.[17]

- Síndrome de cadera en resorte. Es un proceso benigno que no reviste gravedad y se caracteriza porque el paciente siente un crujido o chasquido en la cadera al caminar o correr, generalmente no existe dolor. Está causado por un exceso de tensión del músculo ileopsoas o del tensor de la fascia lata que roza con una protuberancia del fémur que se llama trocanter mayor.[18]

## Dimorfismo sexual

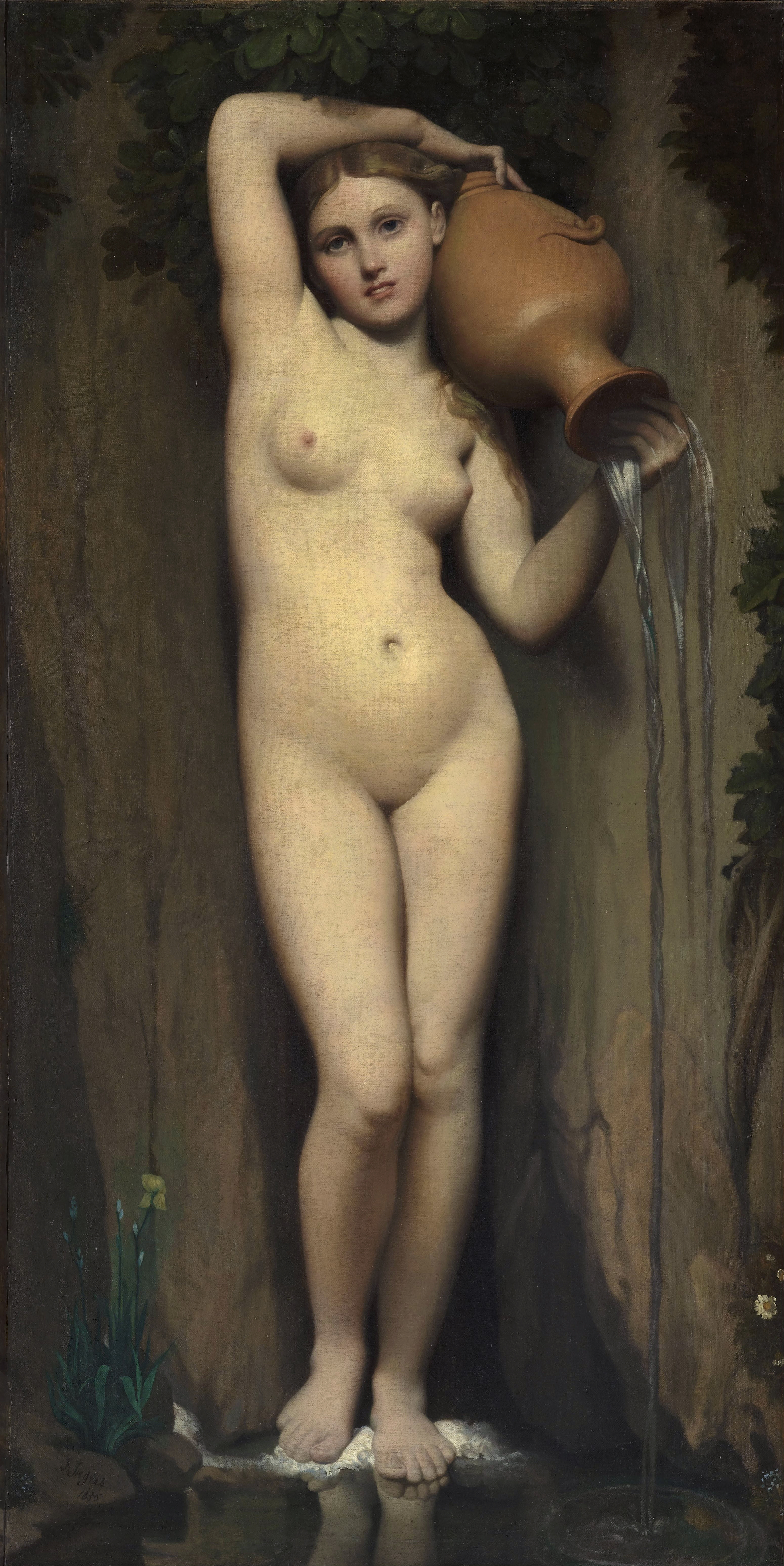
Tanto en el arte como en la cultura, las caderas de la mujer han sido consideradas como símbolo de fertilidad.

En los humanos, a diferencia de otros animales, los huesos de la pelvis son diferentes en ambos sexos. La pelvis de las mujeres es más ancha y profunda que en los varones. Los fémures están más distanciados para permitir una mayor apertura durante el parto. Finalmente, el hueso ilíaco y su musculatura asociada tienen tal forma que sitúan los glúteos alejadas con el fin de que la contracción de los glúteos no interfiera en el dar a luz.
Tanto en el arte como en las diferentes culturas, las pelvis se considera un símbolo de fertilidad y una expresión general de sexualidad. Debido a que una pelvis ancha facilita el parto y sirve como signo de madurez sexual, han sido una característica atractiva en la mujer por siglos. Muchas de las poses clásicas de la mujer en esculturas, pinturas o fotografías, como "La gran odalisca", enfatizan la prominencia de la pelvis.